# Новотроицкое (Балаклейский район)
Новотроицкое (укр. Новотроїцьке), село, 
Шебелинский сельский совет,
Балаклейский район,
Харьковская область.
Код КОАТУУ — 6320287202. Население по переписи 2001 г. составляет 55 (30/25 м/ж) человек.

## Географическое положение
Село Новотроицкое находится на склонах заболоченной балки, по дну которой протекает река Кисель в 4-х км от села Кисели.

## Экономика
- В селе есть молочно-товарная ферма.